# 克努岑峰

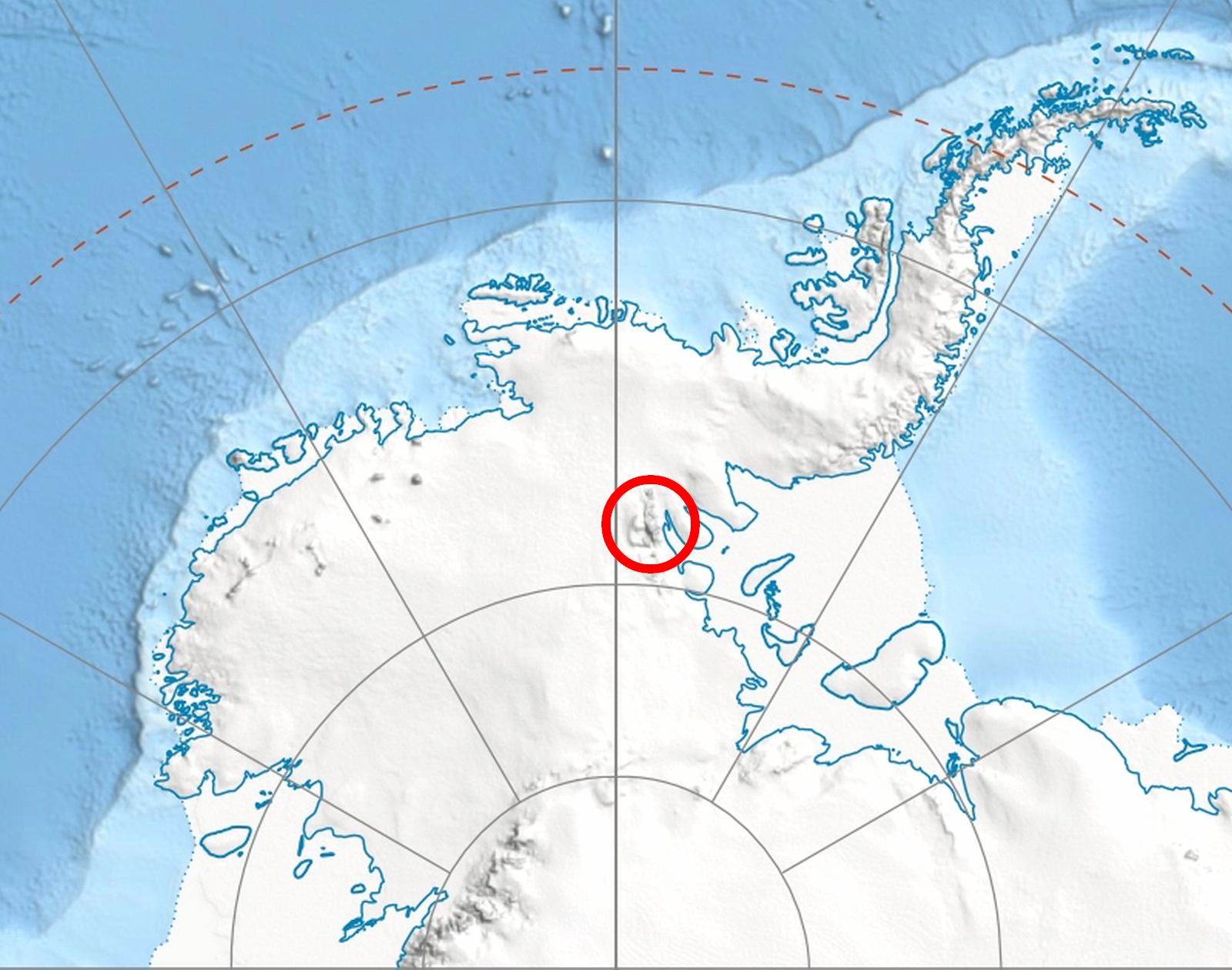

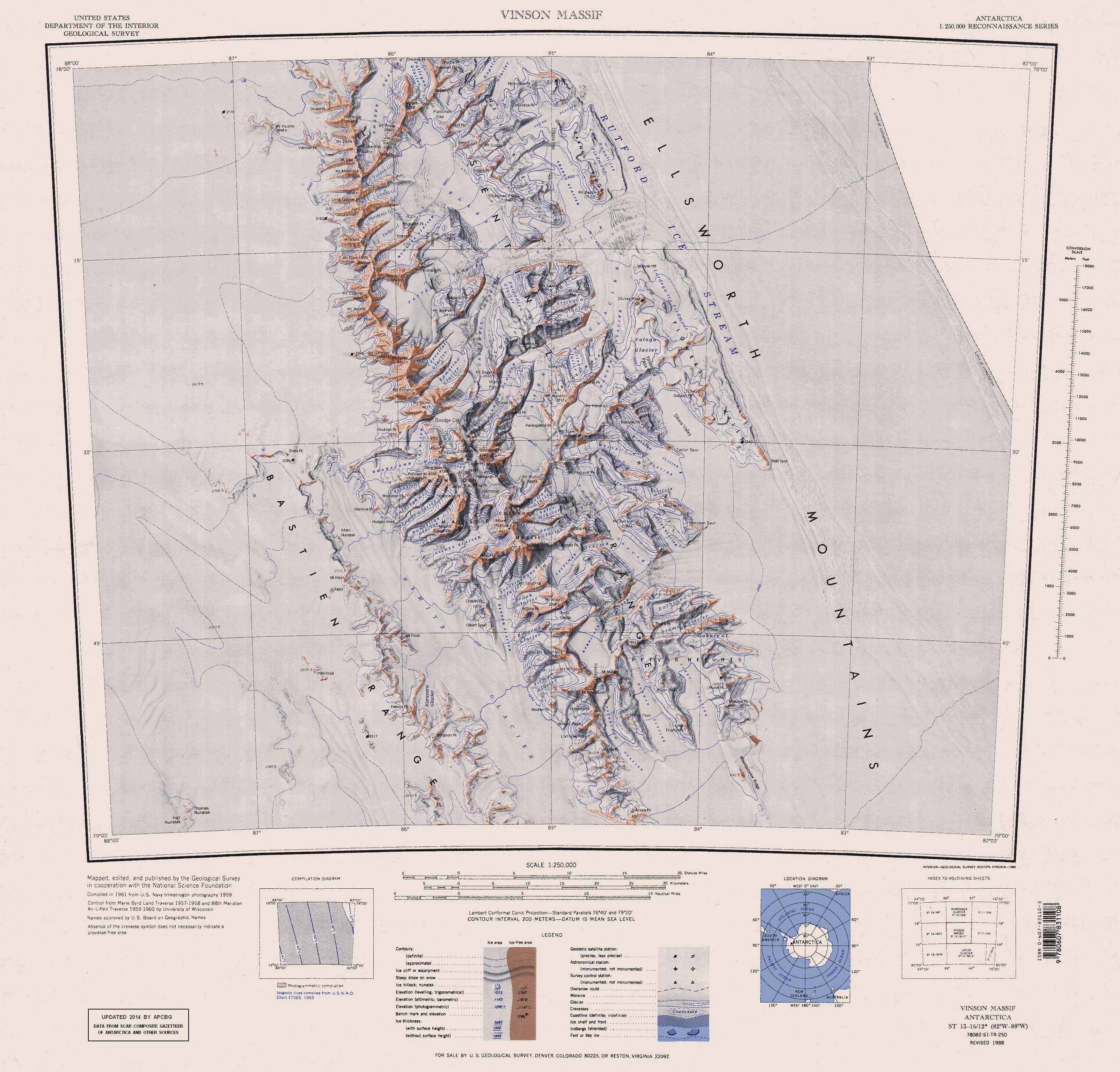

克努岑峰（英語：Knutzen Peak），是南極洲的山峰，位於埃爾斯沃思地，處於欣山西南面6.16公里、布蘭斯科姆峰西北面5.92公里和布里切博爾峰以北8.2公里，屬於埃爾斯沃思山脈中森蒂納爾嶺的一部分，海拔高度3,373米，現時由南極條約體系管理。